# Manfred Rüsing
Manfred Rüsing (* 3. Juni 1946) ist ein deutscher Fußballspieler, der als Aktiver des VfL Bochum in der Meisterschafts- und Aufstiegsrunde 1970/71 in der Regionalliga West 26 und von 1971 bis 1973 in der Fußball-Bundesliga 36 Spiele absolviert hat. Zuvor hatte er in Reihen seines Heimatvereins Lüner SV in der Fußball-Regionalliga West von 1967 bis 1970 bereits 94 Spiele in der damaligen Zweitklassigkeit des deutschen Ligasystems mit vier Toren bestritten.

## Laufbahn

### Westdeutschland, bis 1973
Im westlichen Westfalen, nördlich von Dortmund, wuchs Manfred Rüsing auf und durchlief bei den Rot-Weißen vom Stadion Schwansbell, beim Lüner SV, alle Jugendstationen sowie auch den Übergang zum Seniorenfußball. Er gehörte der Meistermannschaft des LSV in der Saison 1966/67 in der Amateurliga Westfalen an, die sich in der Aufstiegsrunde gegen die Konkurrenz des VfB Bottrop, Fortuna Köln und der SpVgg Erkenschwick durchsetzen konnte und den Aufstieg in die Regionalliga West erreichte. Das Nachwuchstalent konnte dabei von der Erfahrung und dem Können der Abwehrstrategen Erhard Ahmann und Dieter Zorc profitieren. Unter Trainer Werner Nagerski verbesserte er weiter seine defensiven Qualitäten und belegte mit dem Aufsteiger 1967/68 in der Westregionalliga den 8. Platz. In der dritten Saison in der damaligen Zweitklassigkeit, 1969/70, arbeitete sich Lünen unter dem neuen Trainer Herbert Eiteljörge sogar auf den 6. Rang vor. Mit Torhüter Detlef Behrens, den Defensivkollegen Friedrich „Benno“ Düsenberg, Hans-Jürgen Biskup, Hans-Georg Liebern, Dieter Zorc und Siegfried Eitzert bildete er dabei die herausragende Abwehr, welche in 34 Meisterschaftsspielen lediglich 37 Gegentreffer kassierte. In den Duellen gegen den Meister VfL Bochum – in der Vorrunde erreichte Lünen vor 14.500 Zuschauern ein 1:1-Remis und in der Rückrunde gelang in Bochum sogar am 12. April 1970 ein 3:1-Auswärtserfolg – zeichnete sich der konsequente Zweikämpfer insbesondere gegen den überragenden Westtorjäger Hans Walitza aus. Dies war auch dem VfL-Trainer Hermann Eppenhoff aufgefallen, und so unterzeichnete „Alex“ Rüsing zur Runde 1970/71 bei dem in der Aufstiegsrunde 1970 an Kickers Offenbach gescheiterten Westmeister einen neuen Vertrag und wechselte nach Bochum.
Mit der Mannschaft von der Castroper Straße gewann er 1971 den Titel in der Regionalliga West – er war dabei in 26 Ligaspielen aktiv –, und er war auch in der Bundesligaaufstiegsrunde gegen die Konkurrenten VfL Osnabrück, FK Pirmasens, Karlsruher SC und Tasmania 1900 Berlin am Ball und stieg mit Bochum in die Bundesliga auf. Das erste Bochumer Bundesligaspiel fand am 14. August 1971 in Bochum gegen Eintracht Braunschweig statt. Das Tor von Hans-Werner Hartl in der 14. Minute vor 29.000 Zuschauern reichte zum ersten doppelten Punktgewinn. Die Abwehr mit Torhüter Hans-Jürgen Bradler und dem Defensivblock mit Reinhold Wosab, Manfred Rüsing, Erwin Galeski und Dieter Versen verteidigte die knappe Führung bis zum Schlusspfiff. Am Rundenende hatte Rüsing 25 Bundesligaspiele bestritten und der Aufsteiger rangierte auf dem 9. Rang. Ab der Runde 1972/73 übernahm Heinz Höher das Traineramt in Bochum und der Mann aus Lünen gehörte nicht mehr der Stammbesetzung an. Sein letztes Bundesligaspiel für Bochum bestritt er am 34. Spieltag, den 9. Juni 1973, bei der 2:5-Niederlage bei Werder Bremen. Da der neue Trainer des Südregionalligisten 1. FC Nürnberg, Ex-Nationaltorhüter Hans Tilkowski, aus dem Dortmunder Vorort Husen stammte, kannte er Rüsing schon aus dessen Zeit beim Lüner SV und vermittelte den zuverlässigen Vorstopper zum Altmeister nach Franken.

### Süddeutschland, 1973 bis 1978
Auf Anhieb absolvierte Rüsing in der letzten Saison der alten Regionalligazweitklassigkeit, 1973/74, alle 34 Rundenspiele für Nürnberg und sein neuer Verein zog durch die errungene Vizemeisterschaft im Süden, in die Bundesliga-Aufstiegsrunde ein. Am letzten Spieltag, dem 8. Juni 1974, verpasste der „Club“ durch ein 2:2-Remis beim Tabellenletzten 1. FC Saarbrücken durch das schlechtere Torverhältnis gegenüber Eintracht Braunschweig, punktgleich mit 11:5 Zählern, die Rückkehr in die Bundesliga. Rüsing hatte in allen acht Spielen in der Aufstiegsrunde gegen Braunschweig, Wattenscheid 09, Wacker 04 Berlin und Saarbrücken mitgewirkt. Ab der Runde 1974/75 wurde die neue 2. Fußball-Bundesliga als Unterbau der Bundesliga in zwei Staffeln eingeführt. Sein ehemaliger Mannschaftskamerad aus Bochum, Torjäger Walitza, kam in die Noris, aber die Mannschaft von Trainer Tilkowski erreichte nur den 6. Rang. Im zweiten Jahr der 2. Bundesliga, 1975/76, belegte Nürnberg hinter Meister 1. FC Saarbrücken den 2. Platz – Rüsing kam auf 33 Rundeneinsätze – und konnte deshalb gegen den Nordvize Borussia Dortmund zwei Entscheidungsspiele um den dritten Aufstiegsplatz in die Bundesliga austragen. Das Heimspiel am 17. Juni ging mit 0:1 Toren vor 53.000 Zuschauern verloren, das Rückspiel am 23. Juni in Dortmund vor wiederum 53.000 Zuschauern mit 2:3 Toren. Rüsings Gegenspieler, der Dortmunder Mittelstürmer Gerd Kasperski, ging in beiden Spielen als Torschütze leer aus. Im dritten Jahr in Nürnberg, unter Tilkowski Nachfolger Horst Buhtz, schaffte Norbert Eder den Sprung in die Stammelf und Rüsing war nur noch in 13 Spielen im Einsatz. Nach insgesamt 79 Spielen in der 2. Bundesliga mit einem Tor, beendete Manfred Rüsing im Sommer 1977 seine Spielerlaufbahn im Profifußball.
Er blieb in Franken und hängte noch ein Jahr Amateurfußball zur Runde 1977/78 bei der SpVgg Büchenbach an. Danach folgten Trainerstationen im fränkischen Amateurbereich bei DTV Diespeck, drei Mal bei TSV Altenfurt, in Schwaig und Katzwang, sowie Tätigkeiten in der Jugendabteilung des 1. FC Nürnberg.